# Jeanne Loriod
Jeanne Loriod, née à Houilles le 13 juillet 1928 et morte le 3 août 2001 à Juan-les-Pins, est une ondiste française.

## Biographie
Jeanne Loriod  étudie le piano avec Lazare Lévy et les ondes Martenot au Conservatoire de Paris et commence très tôt une brillante carrière de soliste. Née l'année même de l'invention de l'instrument par Maurice Martenot, c'est avec son créateur qu'elle l'étudie, devenant rapidement, grâce à son talent,  son interprète de prédilection. Olivier Messiaen (qui devait plus tard épouser sa sœur, la pianiste Yvonne Loriod), Honegger, Milhaud, Landowski et Jolivet sont des personnalités qui reconnaissent son talent. En 1950, elle fonde le quatuor, puis le sextuor d'Ondes Martenot, et en 1974, le Sextuor d'ondes Jeanne Loriod. 
À partir de 1970, elle enseigne au Conservatoire de Paris, succédant à Maurice Martenot. Elle est aussi professeur au conservatoire de Saint-Maur-des-Fossés, professeur à la Schola Cantorum de Paris et professeur de musique de chambre à la Fondation Koussevitsky. Elle a obtenu douze fois le grand prix du disque.